# NGC 2523
NGC 2523 est une galaxie spirale barrée située dans la constellation de la Girafe. NGC 2523 a été découverte par l'astronome américain Edward Swift en 1885.

## Caractéristiques
La classe de luminosité de NGC 2523 est II-III et elle présente une large raie HI.

### Distance
Sa vitesse par rapport au fond diffus cosmologique est de 3 502 ± 12 km/s, ce qui correspond à une distance de Hubble de 51,7 ± 3,6 Mpc (∼169 millions d'al).
À ce jour, une dizaine de mesures non basées sur le décalage vers le rouge (redshift) donnent une distance de 41,380 ± 13,273 Mpc (∼135 millions d'al), ce qui est à l'intérieur des valeurs de la distance de Hubble. Notons cependant que c'est avec la valeur moyenne des mesures indépendantes, lorsqu'elles existent, que la base de données NASA/IPAC calcule le diamètre d'une galaxie et qu'en conséquence le diamètre de NGC 2523 pourrait être d'environ 45,4 kpc (∼148 000 al) si on utilisait la distance de Hubble pour le calculer.

### Morphologie
NGC 2523 est l'une des six galaxies choisies par Halton Arp comme un exemple de galaxie spirale qui présente une séparation de l'un de ses bras. NGC 2523 figure dans son atlas sous la cote Arp 9. NGC 2523 a aussi été utilisée par Gérard de Vaucouleurs comme une galaxie de type morphologique SB(r)b dans son atlas des galaxies,.

## Groupe de NGC 2523
NGC 2523 est la plus grosse et la plus brillante galaxie d'un groupe d'au moins 5 galaxies qui porte son nom. Les autres galaxies du groupe de NGC 2523 sont NGC 2441, PGC 23781 (NGC 2550A), UGC 4041 et UGC 4199.